# Jim McMullan
James P. McMullan, detto Jim (Long Beach, 13 ottobre 1936 – 31 maggio 2016), è stato un attore statunitense.

## Filmografia parziale

### Cinema
- I temerari del West (The Raiders), regia di Herschel Daugherty (1963)
- Shenandoah - La valle dell'onore (Shenandoah), regia di Andrew V. McLaglen (1965)
- Il più felice dei miliardari (The Happiest Millionaire), regia di Norman Tokar (1967)
- Gli spericolati (Downhill Racer), regia di Michael Ritchie (1969)
- Il guardone (Extreme Close-Up), regia di Jeannot Szwarc (1973)
- The Incredible Shrinking Woman, regia di Joel Schumacher (1981)
- Assassination, regia di Peter Hunt (1987)
- Austin Powers - Il controspione (Austin Powers: International Man of Mystery), regia di Jay Roach (1997)
- Batman & Robin, regia di Joel Schumacher (1997)
- L'ombra del dubbio (Shadow of Doubt), regia di Randal Kleiser (1998)
- Le avventure estreme di super Dave (The Extreme Adventures of Super Dave), regia di Peter MacDonald (2000)

### Televisione
- Carovane verso il West (Wagon Train) – serie TV, 2 episodi (1962-1963)
- The Wide Country – serie TV, episodi 1x02-1x17 (1962-1963)
- Sotto accusa (Arrest and Trial) – serie TV, episodio 1x03 (1963)
- Ben Casey – serie TV, 8 episodi (1965)
- Iron Horse – serie TV, episodio 2x16 (1967)
- Daniel Boone – serie TV, 4 episodi (1968-1970)
- Giovani avvocati (The Young Lawyers) – serie TV, episodio 1x08 (1970)
- Arriva l'elicottero (Chopper One) – serie TV, 13 episodi (1974)
- Alle soglie del futuro (Beyond Westworld) – serie TV, 5 episodi (1980)
- Dallas – serie TV, 14 episodi (1986-1987)